# Nevo melanocítico

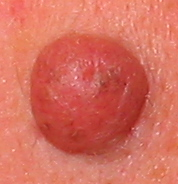

Un nevo melanocítico (coloquialmente, lunar, debido a que antiguamente se atribuía su aparición al influjo de la Luna) es una pequeña mancha pigmentada adquirida, de bordes definidos, constituida por acúmulos de células névicas cargadas de melanina. Pueden localizarse en cualquier profundidad de la piel (epidermis, dermis o, con menos frecuencia, en el tejido subcutáneo) y en cualquier zona del cuerpo.

## Epidemiología
Se trata de uno de los tumores benignos de tipo adquirido más frecuentes en las personas blancas (véase caucásico). Un adulto posee en promedio unos 20 nevos. En personas negras o en individuos con una carga de melanina grande, son menos frecuentes porque no se ven (fototipos oscuros).

## Cuadro clínico

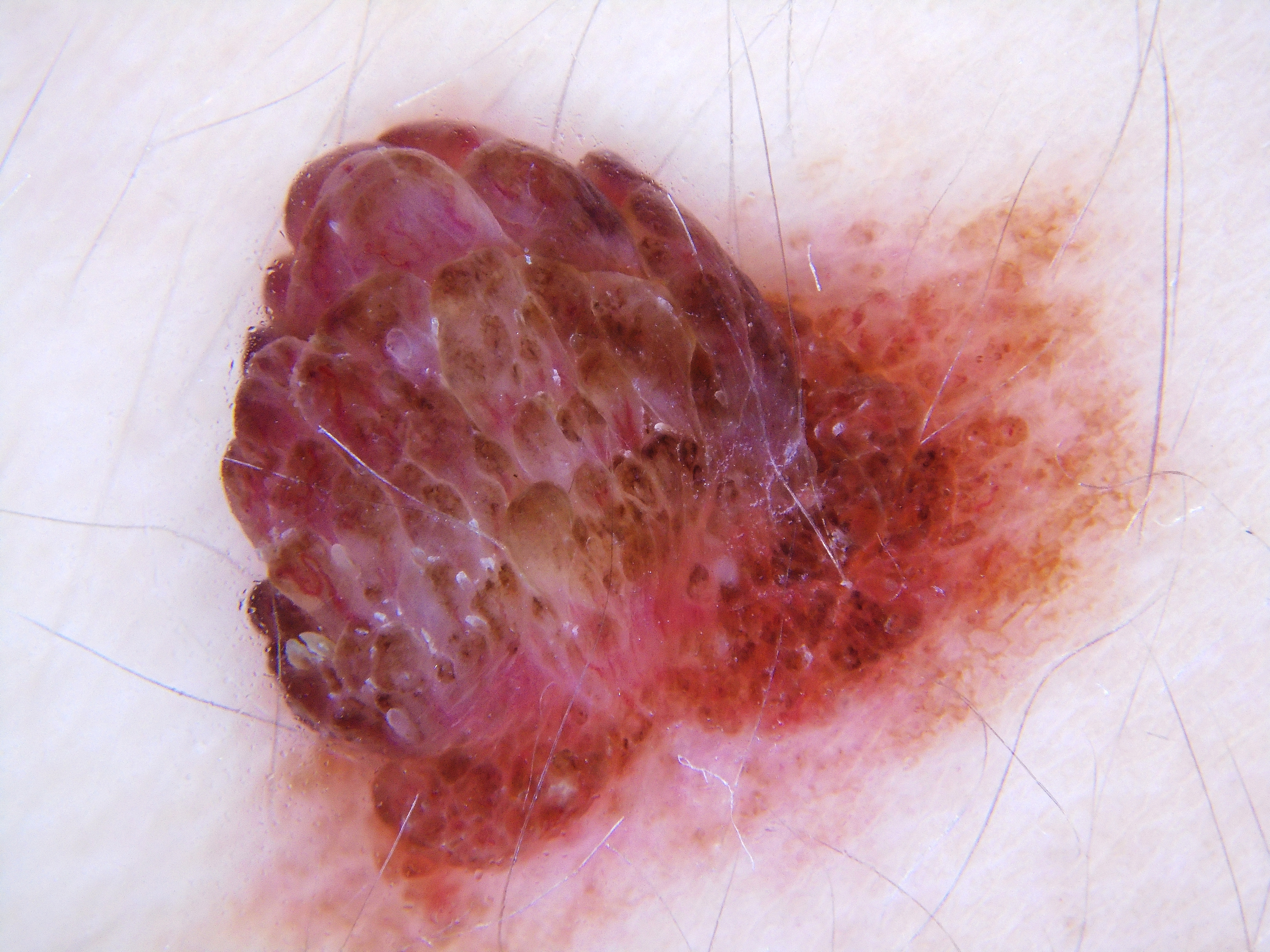
Nevo melanocítico intradérmico (imagen dermatoscópica)

Aparecen en los primeros años de vida y pueden ser congénitos o adquiridos según estén o no presentes en el momento de nacer. Su máxima expresión se alcanza en la madurez, involucionando o desapareciendo en su mayor parte a partir de la sexta década de la vida (con excepción de la variante dérmica). Son asintomáticos y la presencia de algún síntoma (picor, dolor, enrojecimiento, etcétera) debe ser valorada por el riesgo de malignización.[cita requerida]

## Prevención
Todos los seres humanos poseen lunares, incluso en las poblaciones de tez muy oscura (aunque en éstas son menos evidentes al no estar contrastados con el fondo dérmico). El lunar puede calificarse como un tumor benigno y por ende usualmente cursa sin ocasionar ningún problema (excepto algunos de tipo estético). El color típico de un lunar es el marrón, cuando los colores difieren (rojo, azul, etc.) se está tratando ya de los más problemáticos nevos.[¿cuál?]

## Tratamiento
Se recomienda la extirpación de los lunares en las siguientes circunstancias:
- Cuando están ubicados en zonas sujetas a frecuente rozamiento, presiones o golpes, o muy expuestas a la radiación ultravioleta (por ejemplo, a la luz solar directa).
- Cuando sus dimensiones son demasiado grandes (se considera que son demasiado grandes cuando su diámetro supera los 6 mm).
- Cuando los contornos son irregulares o son asimétricos.
- Cuando un lunar común (marrón) cambia de color o de otro aspecto.
- Cuando un lunar común está rodeado de una aureola rojiza o cuando sangra.
- Cuando pican o duelen persistentemente.
- Cuando crecen con el paso del tiempo.
- Cuando tienen un color muy característico o diferente del habitual.

Se recomienda a las personas que poseen gran cantidad de lunares tener particulares precauciones ante las radiaciones ultravioletas (por ejemplo, ante la luz solar).
Por otro lado, existe la posibilidad de controlar estas pequeñas formaciones cutáneas que se desarrollan a partir de los melanocitos, ya sea porque suponen un riesgo para la salud o por motivos estéticos. Entre las técnicas destinadas a este fin, se encuentran:
- La escisión simple con un escalpelo y con anestesia local.
- El denominado shaving. Se corta el lunar con un escalpelo en la superficie con anestesia local, pero no se retira por completo, y en algunos casos puede volver a crecer.
- Quemar con láser. Esta técnica se reserva para los lunares que no presenten riesgos a simple vista.
- Quemar con nitrógeno líquido (crioterapia o criocirugía).[cita requerida]

## Tipos
Se diferencian (según su localización) en:
- Nevo celular melanocítico de la unión
- Nevo celular melanocítico intradérmico
- Nevo celular melanocítico compuesto

## En la cultura

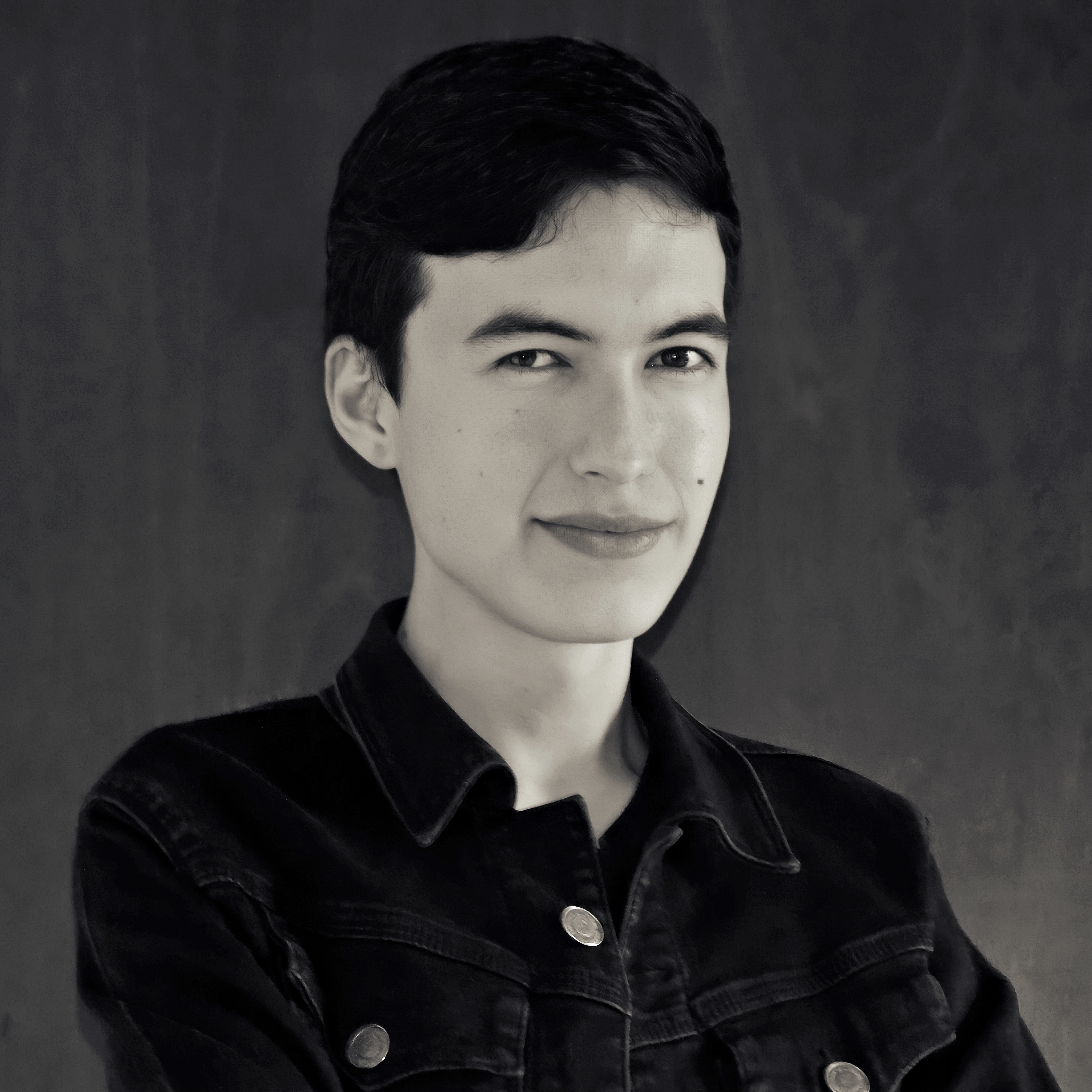
Retrato de una persona joven con lunar benigno de bordes regulares en la mejilla izquierda

Los nevos melanocíticos no fueron vistos como rasgos atractivos durante la mayor parte de la historia. En cambio, se pensaba que la mayoría de los lunares eran crecimientos horribles que afectaban principalmente a la barbilla, las mejillas y la nariz de brujas, ranas y criaturas mitológicas.
En Europa los lunares fueron utilizados como estrategia de coqueteo tanto por hombres como por mujeres. Algunas explicaciones dicen que el furor por los lunares se explicaría por los daños que causó la viruela a finales del siglo XVII. Esta enfermedad dejaba marcas por todo el cuerpo y se hacía uso de pequeños parches de terciopelo que cubrían las cicatrices.
Desde que esta enfermedad fue erradicada gracias a la invención de las vacunas en el siglo XVIII, los lunares postizos sólo se han utilizado con fines estéticos. Una vez amainada la moda de los lunares, estos parches sólo fueron utilizados por las prostitutas del siglo XIX para cubrir sus imperfecciones derivadas de enfermedades venéreas.
En la década de 1950, Hollywood revivió la moda del lunar, aunque esta vez pintado sobre la piel. Esta tendencia reavivó el interés de la gente por estas marcas como símbolo de belleza física, especialmente si eran de nacimiento.